# André Neveu
André Neveu (* 28. srpna 1946) je francouzský fyzik pracující v oblasti teorie strun a kvantové teorie pole. Je autorem Neveuovy-Schwarzovy algebry a Grossova-Neveuova modelu.
Neveu studoval na École Normale Supérieure. Magisterský titul získal na univerzitě Paříž XI v roce 1969 a o dva roky později získal i doktorský titul. V roce 1969 zkoumal Neveu a jeho spolužák Joël Scherk spolu s Johnem Schwarzem a Davidem Grossem rozdíly ve smyčkových diagramech teorie strun a vysvětlili příčinu tachyonových rozdílů.  Od roku 1971 do roku 1974 pracovali Neveu a Scherk v laboratoři pro fyziku vysokých energií v Paříži, zde přišli na to, že excitace strun se spinem 1 by mohla popsat Yangovu–Millsovu teorii.  V roce 1971 také Neveu se Schwarzem rozvinuli v Princetonu první strunovou teorii, která popisuje i fermiony, ve stejné době tuto teorii rozvinul i Pierre Ramond. Tato teorie je známá jako RNS teorie, podle inicálů tří autorů.  V rámci této teorie vznikly rovněž první supersymetrické modely s konzistentními Lieovými algebraickými konstrukcemi. Později při práci s Davidem Grossem objevili Neveu a Gross model nazývaný po nich Grossův-Neveův.  S Rogerem Dashenem a Broslem Hasslacherem zkoumali modely kvantové teorie pole s rozšířenými hadrony a semiklasické aproximace k kvantové teorii pole. V letech 1972 - 1977 pracoval v Ústavu pro pokročilá studia a zároveň hostoval v Orsay. Od roku 1974 působil devět let v laboratoři pro teoretickou fyziku na École Normale Supérieure a poté do roku 1989 v Evropské organizaci pro jaderný výzkum jako člen teoretického oddělení. Od roku 1975 působil jako vedoucí výzkumu na Centre national de la recherche scientifique a od roku 1985 ředitelem výzkumu. Od roku 1989 působil v ústavu pro teoretickou fyziku na Montpellier 2 University. V polovině 90. let potom působil jako hostující pedagog na Kalifornské univerzitě v Berkeley.
V roce 1973 obdržel cenu Paula Langevina.  Je ženatý a má tři děti.